# Calliephialtes notanda
Calliephialtes notanda är en stekelart som först beskrevs av Cresson 1870.  Calliephialtes notanda ingår i släktet Calliephialtes och familjen brokparasitsteklar. Inga underarter finns listade.